# Barthold Heinrich Brockes
Barthold Heinrich Brockes (22 de septiembre de 1680 – 16 de enero de 1747) fue un poeta alemán.

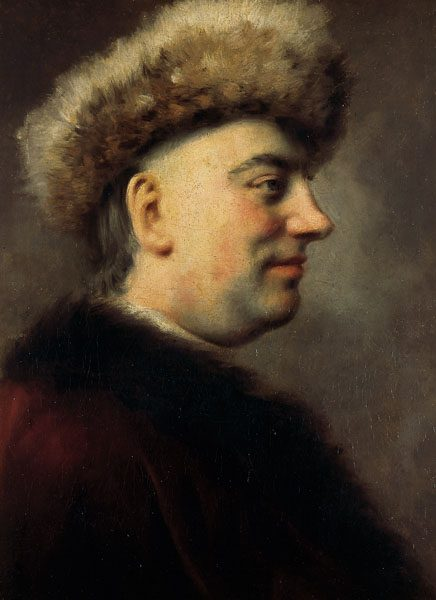
Barthold Brockes, Retrato por Dominicus van der Smissen

## Biografía
Nació en Hamburgo y fue educado en el Gelehrtenschule des Johanneums. Estudió jurisprudencia en Halle, y después de amplios viajes por Italia, Francia y Países Bajos, se estableció en Hamburgo en 1704. En 1720 fue nombrado miembro del senado de Hamburgo, y se le encomendaron varias e importantes funciones. Seis años (de 1735 a 1741) empleó como Amtmann (alguacil) en Ritzebüttel. Murió en Hamburgo.

## Obras
Las obras poéticas fueron publicados en una serie de nueve volúmenes bajo el título fantástico Irdisches Vergnügen in Gott (1721–1748); tradujo la obra de Giambattista Marino titulada  La Strage degli innocenti (1715), el ensayo de Alexander Pope Essay on Man (1740) y la obra de James Thomson Las Estaciones  (1745). Su poesía tiene poco valor intrínseco, pero es sintomática del cambio que ocurrió en la literatura alemana a principios del siglo XVIII.

## Las Pasiones de Brockes
Su libreto Der für die Sünden der Welt gemarterte und sterbende Jesus (1712), también conocido como la Pasión de Brockes, fue uno de los primeros oratorio-pasión —una meditación libre y poética sobre la historia de la Pasión que no utiliza como inspiración alguno de los cuatro evangelistas Fue bastante popular y musicada por Reinhard Keiser (1712), Georg Philipp Telemann (1716), George Frideric Handel (1716), Johann Mattheson (1718), Johann Friedrich Fasch (1723), Gottfried Heinrich Stölzel (1725) y Johann Caspar Bachofen (1759), entre otros.

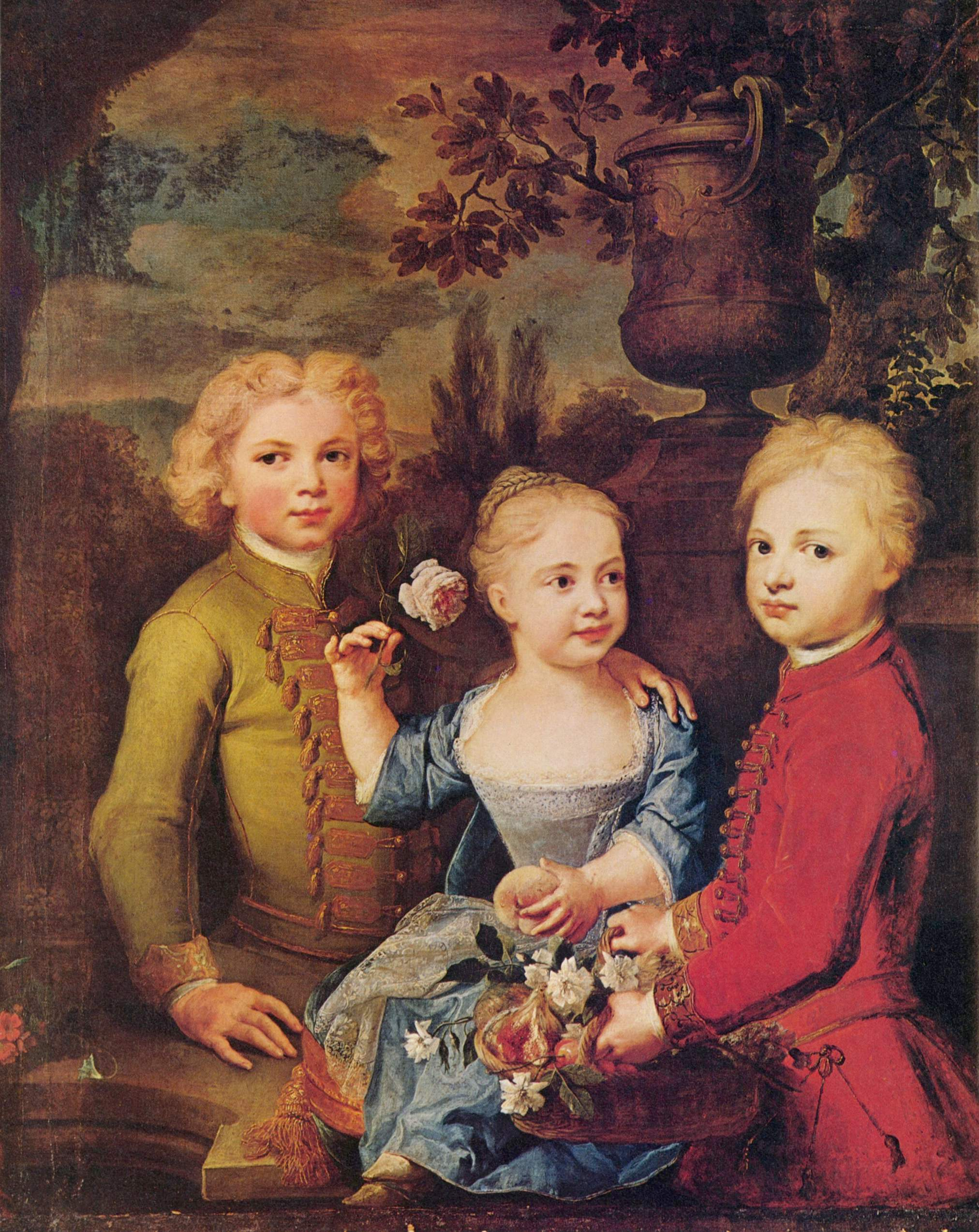
Los hijos de Brockes por Balthasar Denner

## Estilo
Fue uno de los primeros poetas alemanes en sustituir las grandilocuentes imitaciones de Marino, a las cuales él había contribuido, por una dicción clara y sencilla. Fue también un pionero en dirigir la atención de su compatriotas a la nueva poesía de la naturaleza originada en Inglaterra. Sus versos, artificiales y crudos como a menudo son, expresan una actitud reverencial hacia la naturaleza y una interpretación religiosa de los fenómenos naturales qué era nueva en la poesía alemana y preparó el camino a la poesía de Klopstock.